# Onthophagus possoi
Onthophagus possoi é uma espécie de inseto do género Onthophagus, família Scarabaeidae, ordem Coleoptera.
Foi descrita cientificamente por Walter em 1982.